# There's No Place Like Home
"There's No Place Like Home" er tolvte, trettende og fjortende afsnit af fjerde sæson af den amerikanske tv-serie Lost, og sæsonens finaleafsnit. Part 1 blev sendt 15. maj 2008 på American Broadcasting Company i USA og CTV i Canada, mens Part 2 og 3 blev sendt 29. maj. Det fjortende afsnit var ikke med i de oprindelige planer der blev fremlagt efter Writers Guild of America-strejken i 2007 og 2008, men producerne ønskede at levere flere svar og mere historie, og dermed sammenlagt have tre timers finaleafsnit. Inkluderingen af det fjortende afsnit var et ønske Damon Lindelof og Carlton Cuse fremlagde for ABC, og det medfører at der vil være 34 afsnit fordelt på femte og sjette sæson, mod de oprindelige 32. Manuskriptet er forfattet af Lindelof og Cuse, der i sit første udkast var ca. 80 sider langt. Stephen Williams har instrueret første part, mens Jack Bender har håndteret anden og tredje del.
I flashforwards ses Oceanic 6 transporteret hjem af Oceanic Airlines, hvor de besvarer spørgsmål for pressen og genforenes med deres respektive familier. På øen vender Sayid Jarrah (Naveen Andrews) tilbage til stranden i zodiacen, og lader Daniel Faraday (Jeremy Davies) lede redningsopgaven. På fragtskibet Kahana opdager Desmond Hume (Henry Ian Cusick), Michael Dawson (Harold Perrineau Jr.), Jin-Soo Kwon (Daniel Dae Kim) og Sun-Hwa Kwon at skibet er ladet med C4-springstof. Jack Shephard (Matthew Fox) og Kate Austen (Evangeline Lilly) forsøger at finde helikopteren, og møder James "Sawyer" Ford (Josh Holloway) og Miles Straume (Ken Leung) der opdaterer dem om Claire Littletons (Emilie de Ravin) situation. Benjamin Linus (Michael Emerson), Hugo "Hurley" Reyes (Jorge Garcia) og John Locke (Terry O'Quinn) vandrer mod Dharma Initiative-stationen The Orchid, for at flytte øen.

## Synopsis

### På øen
Jack drager sammen med Kate ud for at finde helikopteren, og på vejen møder de Sawyer og Miles. Efter en diskussion, vender Kate og Miles tilbage til stranden, mens Jack og Sawyer fortsætter mod helikopteren. Da Sayid sejler i land i zodiacen, går Kate sammen med ham tilbage i junglen efter Sawyer og Jack, alt i mens Faraday påtager sig lederrollen i redningsaktionen, hvor seks overlevende ad gangen sejles til fragtskibet Kahana. På Kahana forklarer Michael hvorfor han er vendt tilbage og hvordan han kom til New York, men Desmond opdager at skibet er lastet med C4-springstof. Ved helikopteren forklarer Frank Lapidus (Jeff Fahey) hvad Martin Keamys (Kevin Durand) intentioner er, og ved Dharma Initiative-stationen The Orchid, hvor de fremmede vil fange Ben, ankommer Locke, Ben selv og Hurley. Ben fortæller Locke hvordan de finder den rigtige Orchid-station og lader sig selv tilfangetage af Keamy. Sayid og Kates færd gennem junglen slutter brat i en konfrontation med Richard Alpert (Nestor Carbonell) og resten af The Others.
Jack og Sawyer finder Lapidus lænket i håndjern til helikopteren, hvorefter de fortsætter mod The Orchid, hvor Locke forsøger at overtale Jack til at blive på øen. Men da lægen genstridigt afviser, beder Locke ham lyve til omverden for at beskytte øen. Kate og Sayid aftaler med The Others at befri Ben, mod at de får lov til at forlade øen. Efter angrebet hvor størstedelen af Keamys mænd dør, tager Jack, Sawyer, Frank, Kate, Sayid, Hurley og Aaron af sted mod fragtskibet i helikopteren. Ben og Locke tager elevatoren dybt ned i Orchid, hvor Locke præsenteres for en orienteringsvideo. Videoen viser Dharma Initiativet succesfuldt lade en hvid kanin rejse i tiden. De to får uventet besøg af Keamy. Undervejs lækker helikopteren sit brændstof, og Sawyer kaster sig ud, i håb om at lette nok til at de andre når frem til skibet. Om bord på Kahana forsøger Michael at holde bomben intakt vha. flydende nitrogen, mens Desmond og Jin forsøger at gennemskue monteringen. I The Orchid myrder Ben i raseri Keamy, og bomben på fragtskibet går af kort efter helikopteren har hentet Sun og Desmond. Jin og Michael når ikke med hverken redningsbåde eller helikopteren, og mister livet da fragtskibet eksploderer.
I The Orchid sender Ben Locke tilbage til overfladen, mens han selv kravler dybere ned i stationen til et tiliset, antikt rum. Locke overtager uden komplikationer lederskabet over The Others, mens Ben drejer et stort frossent hjul ("Frozen Donkey Wheel") rundt, og sære lyde emitteres på hele øen og havet omkring. Himlen oplyses af en kraftig hvid farve, og da den forsvinder er øen væk. På åbent hav, og uden land i syne, mister helikopteren sit brændstof igen, og de otte overlevende (Oceanic 6, Frank og Desmond) sejler desorienteret rundt i en gummibåd, indtil de om natten findes af skibet Searcher – Penelope Widmores (Sonya Walger) eftersøgningsmission. Inden de samles op, overtaler Jack gruppen til at lyve omkring hvad der er sket, netop som Locke ønskede. På Searcher genforenes Penny og Desmond efter tre års fravær, og en uge senere sejles Oceanic 6 i land, og deres første trin i iværksættelsen af Oceanic 6-historien tages.

### Flashforward
Om bord på kystvagtens fly transporterer Oceanic Airlines "The Oceanic 6" tilbage til deres hjem, hvor de genforenes med deres familier. Under et efterfølgende pressemøde fortæller Oceanic 6 for første gang den iscenesatte løgnhistorie om deres overlevelse, samt en falsk forklaring om deres ophold på givende tidspunkter.
Hurley bekymres umiddelbart før et surpriseparty, hvor han ser en kokusnød og hører De Andres stemmer, men lettes da han finder ud af det blot er en fest. I fødselsdagsgave får han en rød Camaro af sin far, men forkaster modtagelsen som en joke, da han ser metrene på instrumentbrættet vise "481516" og "2342." Sayid genforenes med Noor Abed Jazeem; Den kvinde han har længtes efter at finde i flere år. Jack taler ved sin fars begravelse, og bagefter snakker han med Claires mor, der fortæller Claire er hans søster. Sun afpresser sin far og køber en betydelig andel i hans selskab, som hævn for faderens manglende respekt overfor både hende og Jin.
På sindssygehospitalet får Hurley besøg af Walt Lloyd (Malcolm David Kelley), og bliver senere opsøgt af Sayid, der vil bringe ham i sikkerhed. Sun forsøger at indgå en aftale med Charles Widmore, fordi hun mener de to deler samme interesse. Hun bebrejder desuden Jack for Jins død. Kate drømmer at Claire sidder ved Aarons side, og siger hun aldrig må bringe ham tilbage til øen.
Lang tid efter, bag lufthavnen i Los Angeles, råber Jack efter Kate, at de er nødsaget til at vende tilbage til øen. Kate bremser bilen, stiger ud og forklarer i vrede at hun aldrig vil kunne acceptere det. Senere besøger Jack begravelsesbutikken hvor "Jeremy Bentham" er opbevaret. Uventet for Jack dukker Ben op, og forklarer at der er sket grusomme ting på øen, og at Jack er nødt til at bringe alle de overlevende, inkl. liget af Jeremy tilbage. Manden i kisten – manden med aliasset "Jeremy Bentham" – er Locke.

## Produktion
Scener med Alan Dale (der spiller Charles Widmore) blev i hemmelighed filmet i London, England. Dale var ikke klar over afsnittets plot, og kun han selv og instruktøren vidste der var tale om manuskript til Lost. Kun Dales del af det samlede manuskript var overleveret, og på det var titlen og header ændret. Det kostede $2.000.000 for rejsen til London og for konstruktionen af settet. Den sidste scene hvori Lockes lig findes i kisten, blev også optaget med to "decoys" – dvs. der optages flere versioner af samme scene, for at undgå spoilers. Indeværende scene blev også filmet med Sawyer og Desmond.

## Modtagelse

### Part 1
Alan Sepinwall fra The Star-Ledger skriver "when Lost is at its best … it manages to balance revelations … with great character moments. I don't know that I'd put this one in the pantheon (again, a lot of it was set-up for … [Parts 2 & 3]), but it was definitely in the spirit of what I love about the show." Han påpeger også at "[Matthew] Fox played Jack's anguish beautifully" i scenen hvor Jack finder ud af at Claire er hans halvsøster, og han benævner scenen som "Fox's single best moment in the history of the show". Kristin Dos Santos fra E! hylder Foxs optræden, samt kemien mellem Naveen Andrews og Andrea Gabriel (der spiller Nadia). Patrick Kevin Day fra Los Angeles Times hyldede Michael Giacchino's musikalske kompositioner., og forklarer med: "I'm reminded of the heights of emotion this series can evoke" Chris Carabott fra IGN giver karakteren 7.9 ud af 10. Han komplimenterer musikken, og kalder det en "good opening to what should be an exciting season finale"; Men forklarer ligeledes, at manglen på afsnittets egne kvaliteter i forhold til det "setup" den laver til resten af finalen, forklarer den beskedne karakter. Carabott siger "Fox hasn't been given much of an opportunity to stretch his acting muscles this season but he gives a great performance [i scenen hvor han finder ud af Claire er hans søster]". Dan Compora fra SyFy Portal kalder del 1 af finalen "an excellent setup episode [with] fast pace, important revelations, and nearly a full utilization of the cast". Compora mener at "certain characters work much better in very small doses … a little bit of [Hurley] goes a long way [and] it was nice to see Jack featured without completely dominating an episode"

### Part 2 og 3
Robert Bianco fra USA Today siger "a great season of Lost ended with a suitably great finale, which … ended with the … whoa-inducing discovery that Locke was the man in the casket. Didn't see that coming—and I can't wait to see what this terrific TV series has coming next". Matthew Gilbert fra The Boston Globe skriver: "the episode was dynamic and busy enough as it relied heavily on action-adventure… but the finale wasn't as mind-bending as [the third] season's farewell, during which we received the show's first flash-forward". Alan Sepinwall of The Star-Ledger nød "There's No Place Like Home," men placerer den som en af de middelmådige set over hele sæsonen. Frazier Moore fra Associated Press synes: "it might be the most rewarding, deliciously challenging episode in the history of this mystical ABC serial". Dan Compora fra SyFy Portal skriver om del to: "was perhaps the most action-packed, meaningful episode of television I've watched all year. The pace was excellent, and the revelations were plentiful." Compora skrev også: "though the pace was considerably slower, ['Part 3'] delivered in a big way … it was [not a letdown, being] well written and well directed in its own right".

## Trivia
- Titlen er en af mange referencer til Wizard of Oz[15].
- "Membata", øen Oceanic Airlines påstår de overlevende befandt sig på, er indonesisk for "tvivl" eller "usikkerhed." Øen findes ikke i virkeligheden[15].
- Sawyer omtaler barakkerne som "New Otherton," hvilket er producernes kaldenavn for lokaliteten[15].
- En Camaro er ikke i stand til at vise "2342" i det meter tallene vises[15].
- Part 2 og 3 er eneste afsnit i fjerde sæson hvor hele stjernerollelisten er brugt.
- Kodenavnet for afsnittet var "Frozen Donkey Wheel" – en reference til hjulet Ben drejer for at flytte øen.

## Fodnoter
1. 1 2  E! Watch with Kristin – Exclusive! Three-Hour Lost Finale Over Two Nights. Hentet 24. april 2008.
2. ↑  Reynolds, Simon (2008-05-03). "'Lost' films secret scenes in London". Digital Spy. Hentet 2008-05-04.
3. ↑  YouTube – LOST Season 4 Finale – Alternate Coffin Ending. Hentet 31-05-2008.
4. ↑  Sepinwall, Alan, (15. maj 2008) "The Man With the Plan", The Star-Ledger. Hentet den 16. maj 2008.
5. ↑  Dos Santos, Kristin, (15. maj 2008) "Click Your Heels Three Times", E!. Hentet den 16. maj 2008.
6. ↑  Day, Patrick Kevin, (16. maj 2008) "The Season Finale … Almost", Los Angeles Times. Hentet den 17. maj 2008.
7. ↑  Day, Patrick Kevin, (13. maj 2008) "Better Bring a Hanky to This Season Finale", Los Angeles Times. Hentet den 17. maj 2008.
8. ↑  Carabott, Chris, (16. maj 2008) "Pieces are Moved into Place in This Pivotal Episode", IGN. Hentet den 17. maj 2007.
9. ↑  Compora, Dan, (16. maj 2008) "Lost Review: 'There's No Place Like Home: Part 1' Arkiveret 19. maj 2008 hos  Wayback Machine", SyFy Portal. Hentet den 16. maj 2008.
10. ↑  Bianco, Robert, (29. maj 2008) "Lost Solves a Big Mystery—and Raises More", USA Today. Hentet den 29. maj 2008.
11. ↑  Gilbert, Matthew, (29. maj 2008) "Lost Finale: Questions, Always Questions", The Boston Globe. Hentet den 29. maj 2008.
12. ↑  Sepinwall, Alan, (29. maj 2008) "Dude, Where's My Island?", The Star-Ledger. Hentet den 29. maj 2008.
13. ↑  Moore, Frazier, (29. maj 2008) "Review: Lost Brilliantly Ends Season with Answers, Mystery", Associated Press. Hentet den 29. maj 2008.
14. ↑  Compora, Dan, (29. maj 2008) "Lost Review: 'There's No Place Like Home, Part 2' Arkiveret 5. juli 2008 hos  Wayback Machine", SyFy Portal. Hentet den 30. maj 2008.
15. 1 2 3 4  Lostpedia: There's No Place Like Home, Part 1. Hentet den 16. maj 2008.